# Sapiens : Une brève histoire de l'humanité
Pour les articles homonymes, voir Une brève histoire.
Sapiens : Une brève histoire de l’humanité est un livre de Yuval Noah Harari publié pour la première fois en hébreu en 2011, puis en anglais en 2014, et en français aux éditions Albin Michel en 2015.
Harari cite Jared Diamond, auteur de De l'inégalité parmi les sociétés, comme l’une de ses principales sources d’inspiration pour l’écriture de son livre. Diamond avait en effet montré qu’il était possible de « poser de vraies grandes questions et d’y répondre scientifiquement ».
Le livre s'est vendu à plus de 650 000 exemplaires en France depuis sa parution, et à plus de 8 millions d'exemplaires dans le monde.

## Contenu
Le livre propose une vue d’ensemble de l’histoire de l’humanité et de son évolution depuis le début du Pléistocène supérieur jusqu’au XXIe siècle.
Le principal argument avancé par l’auteur au cours de cette vaste étude est qu’Homo sapiens doit son statut d’espèce dominante au fait qu’il est le seul animal capable de coopérer efficacement avec un grand nombre de ses semblables. Harari explique cette capacité qui distingue Homo sapiens des autres animaux par sa faculté de croire en des choses qui n’existent que grâce à son imagination, telles que les dieux, les nations, l’argent et les droits de l'homme. L'une des thèses défendues par l’auteur est donc que tous les systèmes de coopération humaine à grande échelle — les religions, les structures politiques, les réseaux de travail et les institutions légales — sont en définitive des fictions collectives.
Parmi les autres sujets au cœur de Sapiens, figurent la monnaie, présentée comme un système de confiance mutuelle ; le capitalisme, présenté comme une religion plutôt que comme une théorie économique ; l’empire, décrit comme le régime politique qui a rencontré le plus de succès au cours des deux mille dernières années ; le traitement réservé aux animaux par l'agriculture moderne (ou agriculture intensive), décrit comme l’un des plus grands crimes de l’histoire, ; le progrès, qui n’a pas forcément rendu les hommes plus heureux que par le passé ; les humains, en passe d’évoluer pour devenir des dieux.
Harari revient sur son projet d'écriture et les idées développées dans Sapiens dans un site qu'il consacre à son livre.

## Détail des chapitres

### Première partie: la Révolution cognitive
Plusieurs espèces humaines ont existé simultanément par le passé. Homo sapiens aurait connu une révolution cognitive il y a environ 70 000 ans, qui lui aurait permis de s'extraire définitivement de sa condition naturelle. Homo sapiens a notamment supplanté Homo neanderthalensis en Europe il y a environ 40 000 ans, car lui seul pouvait vivre en bandes de plus de cinquante individus. Homo neanderthalensis, qui ne vivait qu'en petits groupes familiaux, a été évincé par la pression d’Homo sapiens et a disparu. On ne sait pas s'il n'a pas été victime d'un génocide.
La coopération à grande échelle au-delà du groupe immédiat a par la suite été rendue possible par le développement de fictions collectives. Les religions et les mythes se sont développés, sous forme de réalités imaginaires, qui assuraient la stabilité des groupes humains. Les entités imaginaires (Dieu, les nations, les sociétés) régissent le comportement d’Homo sapiens, au-delà des réalités objectives (la nature et les espèces animales).

### Deuxième partie: la Révolution agricole
Il y a 10 000 ans, Homo sapiens découvre l'agriculture. Cette transition agricole ou révolution agricole permet une croissance sans précédent de l'espèce humaine. La population humaine passe de 5 millions à plus de 200 millions. Cette transition n'est cependant pas forcément une amélioration de la vie au niveau individuel. Cette révolution agricole avec son essor démographique apporte aussi la famine en période d'aléas climatiques et l'asservissement.
L'auteur procède à une remise en question de la pertinence du concept de prospérité d'une espèce fondée sur le nombre d'individus existant, plutôt que sur le bien-être de chacun. La multiplication d'individus, autant pour les humains que pour le bétail, s'est soldée par une réduction du bonheur ou du bien-être individuel au profit de la multiplication de l'espèce.

### Troisième partie: l'Unification de l'humanité
Au XVIe siècle, avec la conquête de l'Amérique, l'humanité est réunie dans la même sphère culturelle. L'élément unificateur de l'humanité, sur les cinq continents, est la monnaie. Elle est « le système de confiance mutuelle et universelle le plus efficace qui ait jamais été imaginé ». Sa conservabilité et sa capacité à quantifier la valeur de n'importe quel bien ou service du réel sont la clé de son adoption par toute méga-culture post-révolution agricole à travers le monde.

### Quatrième partie: la Révolution scientifique
La révolution scientifique, qui a commencé au XVIe siècle, est une révolution de l'ignorance. C'est l'aveu de l'ignorance qui a rendu les explorateurs européens du XVIe siècle et les scientifiques du XIXe siècle avides de nouvelles découvertes.
Le dernier chapitre effectue aussi la démonstration que le progrès de l'humanité n'a pas eu d'impact sur le bonheur individuel. Rien ne permet de penser que les êtres humains de l'époque moderne sont plus heureux que les chasseurs-cueilleurs de l'époque pré-cognitive.
Le livre évoque ensuite l'avenir de l'humanité. Un avenir, où Homo sapiens va évoluer, non pas par sélection naturelle, mais à la suite d'un dessein intelligent, orchestré par la recherche scientifique. Trois pistes d'évolution de Homo sapiens sont présentées :
- le génie biologique qui peut créer, par la manipulation génétique, de nouveaux individus pour les adapter à de nouvelles conditions sociales. Ces nouveaux hommes n'appartiendraient plus nécessairement à l'espèce Homo sapiens ;
- le génie cyborg qui peut compléter les êtres humains par des appareils bioniques ;
- la vie non organique : les programmes informatiques peuvent devenir des formes intelligentes, avec conscience et mémoire, ayant le potentiel pour supplanter Homo sapiens.

Le livre se termine sur l'épilogue, « Un animal devenu dieu ? ».

## Réception
Traduit dans plus de trente langues, le livre a remporté en 2015 le National Library of China’s Wenjin Book Award.
L'ouvrage a été commenté par celui qui a inspiré l'auteur : « Si Sapiens s'est rapidement imposé au niveau international, c'est parce qu'il aborde les plus grandes questions de l'histoire moderne dans une langue limpide et précise. - Jared Diamond »

Ses travaux sont par ailleurs critiqués par certains anthropologues, archéologues et spécialistes en neuroscience. Par exemple, Darshana Narayanan, spécialiste en neuroscience comportementale, écrit dans un article intitulé "The Dangerous Populist Science of Yuval Noah Harari" publié dans le journal Current Affairs que
"Harari nous séduits par ses récits, mais un examen attentif de son travail montre qu'il sacrifie la science au profit du sensationnalisme, commet souvent de graves erreurs factuelles et présente comme certain ce qui n'est que spéculations. Les sources sur lesquelles il fonde ses déclarations sont obscures, car il fournit rarement des notes de bas de page ou des références adéquates et est remarquablement avare de reconnaissance envers les penseurs qui ont formulé les idées qu'il présente comme les siennes." [traduit de l'anglais]
Christopher Hallpike, spécialiste en anthropologie évolutionniste, déclare quant à lui dans une revue de lecture du livre Sapiens (2015) :
"Nous ne devrions pas juger Sapiens comme une contribution sérieuse à la connaissance mais comme de l'"info-divertissement" (infotainment), un événement éditorial visant à titiller ses lecteurs par une folle promenade intellectuelle à travers le paysage de l'histoire, parsemée de spéculations sensationnelles et se terminant par des prédictions à glacer le sang sur le destin de l'humanité." [traduit de l'anglais] 
L'anthropologue David Graeber et l'archéologue David Wengrow, par ailleurs, dénoncent dans The Dawn of Everything l'absence d'usage, non seulement chez Yuval Noah Harari, mais aussi chez d'autres auteurs d'ouvrages bestsellers portant sur les origines de la civilisation, à l'instar de Francis Fukuyama, Jared Diamond ou bien de Steven Pinker, des données les plus à la pointe de l'archéologie et de l'anthropologie contemporaine, qui permettent de défendre une thèse évolutionniste plurielle de l'histoire de l'humanité - a contrario des versions unilinéaires inspirées des mythes du Jardin d'Eden, qui tendent à présenter l'avènement des civilisations étatiques complexes comme un phénomène inévitable et irréversible.
Selon Évelyne Pieiller, le livre défend en fait, sous des abords d'ouvrage scientifique, l'idéologie en place, notamment la vision de la classe dominante à propos de mouvements socialistes et communistes.
La plupart des lecteurs acceptent les thèses de Y.N. Harari sur les capacités imaginatives d'humains de toute culture et de toutes conditions pour créer des « mythes » et « fictions » multiples sur un sujet donné. De très nombreux ouvrages décrivent l'histoire, l'intérêt et la richesse des mythes. Toutefois, pour certains, l'ouvrage SAPIENS ne répond pas à deux questions : (1-) qu'est ce qui pousse un homme à imaginer, sur un sujet donné, telle fiction et pas telle autre ? (2-) si de multiples fictions ou mythes sont imaginés sur un sujet donné, comment l'un devient suffisamment « commun » pour permettre une coopération humaine à grande échelle ?
Ainsi, la fiction « droits de l’homme » n'est pas née de rien. Elle a pu naître poussée par de la souffrance subie par des humains du fait d'autres humains plus puissants. Sa version fictionnelle « Déclaration universelle des droits de l'homme (1948) », une parmi d'autres, n'est pas si universelle : certaines nations la trouvent trop individualiste et raillent les « droit-de-l'hommistes ». Des rapports de force semblent nécessaires pour que cette fiction soit appliquée dans ces nations. Des rapports de force s'exercent pour réduire ces droits dans d'autres nations.
Les mêmes questions se posent pour les fictions esclavage et industrie animalière évoquées dans le paragraphe la vie sur le tapis roulant.
Sapiens fait partie des dix livres préférés de Bill Gates. Mark Zuckerberg en a également recommandé la lecture, de même que Barack Obama ou encore Carlos Ghosn. Le romancier Deon Meyer s'en est inspiré pour rédiger L'Année du lion.

## Éditions françaises

### Édition imprimée originale
- Yuval Noah Harari (trad. de l'anglais par Pierre-Emmanuel Dauzat), Sapiens : Une brève histoire de l'humanité [« Sapiens : a brief history of humankind »], Paris, éd. Albin Michel, 2 septembre 2015, 501 p., 25 cm (ISBN 978-2-226-25701-7, BNF 44403557). — La notice BnF précise que le texte français est « traduit de la version intermédiaire anglaise d'un texte original hébreu ».

### Livre audio
- Yuval Noah Harari (trad. de l'anglais par Pierre-Emmanuel Dauzat), Sapiens : Une brève histoire de l'humanité [« Sapiens : a brief history of humankind »], Paris, éd. Audiolib, 7 juin 2017 (ISBN 978-2-36762-405-1). — Texte intégral ; narrateur : Philippe Sollier ; support : 2 disques compacts audio MP3 ; durée : 15 h 54 min environ.

### Bande-dessinée
- Yuval Noah Harari, David Vandermeulen  (Scénariste) et  Daniel Casanave (Illustrateur), Sapiens - la naissance de l'humanité (Sapiens, tome 1), Albin Michel, 2020, 248 pages  (ISBN 9782226448453).
- Yuval Noah Harari , David Vandermeulen (Scénariste) et Daniel Casanave (Illustrateur), Sapiens - les piliers de la civilisation (Sapiens, tome 2), Albin Michel, 2021, 256 pages  (ISBN 978-2-226-45762-2).